# 枝光会
枝光会（しこうかい）は、東京を拠点に複数の幼稚園（学校法人）を運営している団体。

## 概要
会はカトリック教会を背景としており、傘下の各幼稚園はいずれも日本カトリック学校連合会、及びその下部組織である日本カトリック幼児園連盟に加入している。

## 幼稚園
枝光会には、東京都港区と目黒区に3つの幼稚園がある。枝光会ではこれら3園を総称して「枝光会幼稚園」と呼んでいる。また、かつて経営委託された幼稚園に麻布みこころ幼稚園がある。
1. 枝光会附属幼稚園（港区三田） - 1948年（昭和23年）6月に開園
2. 枝光学園幼稚園（目黒区上目黒） - 1953年（昭和28年）4月に開園
3. 枝光会駒場幼稚園（目黒区駒場） - 1956年（昭和31年）11月に開園

※ 麻布みこころ幼稚園（港区西麻布） - 経営者はカトリック東京大司教区。、1949年（昭和24年）の開園以来、枝光会が運営を委託されていたが、現在はカトリック東京大司教区で運営を行っている。
枝光会幼稚園3園の創業者兄弟は設立以来、継続したきめ細かい教育を謳い、有名小学校への長期にわたる進学実績で知られてきた。松濤幼稚園（渋谷区松濤）廃園後、東京の「お受験」界におけるお稽古教室ないし塾などの教育ビジネスにより、現在も枝光会附属幼稚園など枝光会系3園（総称して枝光会幼稚園）や若葉会幼稚園（港区西麻布）、これに加えて愛育幼稚園（港区南麻布）などが『御三家（進学）幼稚園』と括られることもある。

## 歴史

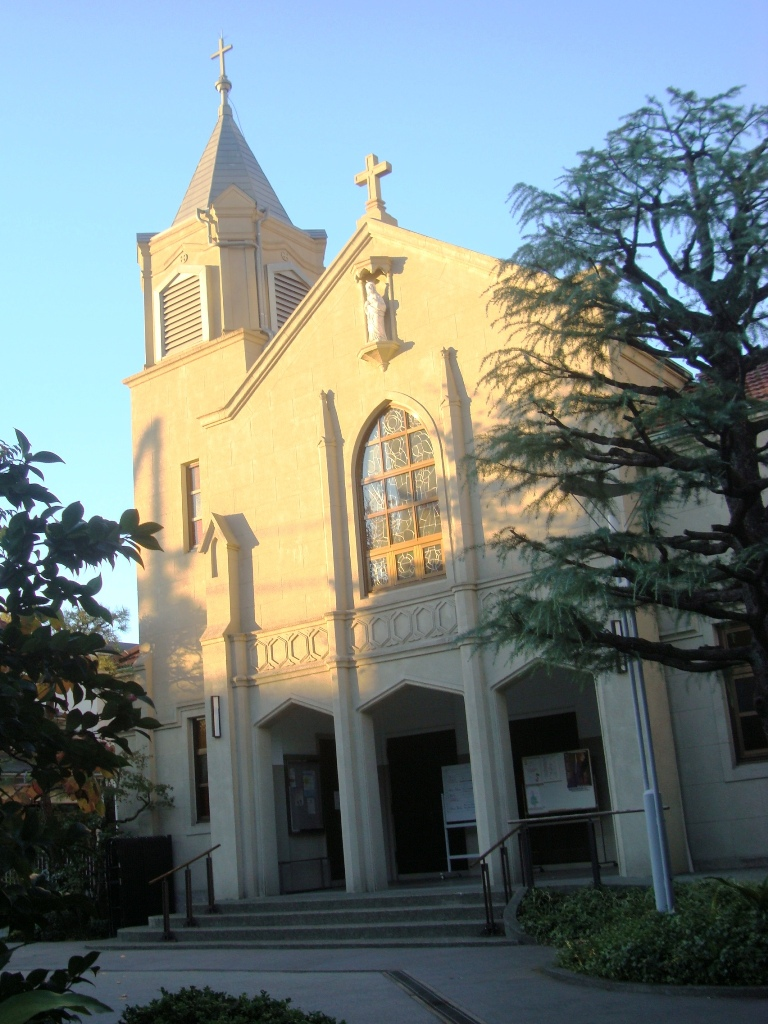
カトリック麻布教会

枝光会の前身は、大東亜戦争中の1943年（昭和18年）に女子挺身隊のために開設された稽古所、「なでしこ会」である。敗戦翌年の1946年（昭和21年）11月、なでしこ会は「枝光会綜合稽古所」と改名、東京・渋谷に改めて開設された。更に翌年11月になると、「財団法人 枝光会」が設立された。
枝光会設立後の1949年（昭和24年）には、麻布霞町の教会カトリック麻布教会に設置された幼稚園（麻布みこころ幼稚園）の運営を委託され、以来、同幼稚園の受託運営を行っていた。カトリック麻布教会は現在地に1889年（明治22年）に作られた神田教会の分教会、「麻布聖心（みこころ）聖堂」を始まりとするが、この聖堂がアメリカ軍による東京大空襲によって1945年（昭和20年）に全焼した後には伊皿子の枝光会を仮聖堂として使っていたという経緯もあった。

## その他
本園は東京のいわゆる名門幼稚園として、有名小学校への進学実績や政官財界から著名人の子弟までが多く通うことで知られている。その垣間見えるエリート主義は、若葉会幼稚園や愛育幼稚園などと共に興味本位にシニカルに批評されている。